# Dimitar Nenov
Dimitar Nenov (en búlgar: Димитър Ненов; Razgrad, 19 de desembre de 1901 - Sofia, 30 d'agost de 1953) va ser un pianista, compositor, pedagog i arquitecte de música clàssica búlgar.
Dimitar Nenov pertany a la generació de compositors búlgars del període d'entreguerres, els anomenats compositors búlgars de segona generació. Juntament amb Pantxo Vladiguèrov, Liubomir Pipkov, Petko Stainov, Vesselín Stoiànov, Andrei Stoiànov, Assen Dimitrov i Tzanko Tzankov, Nenov va ser un dels membres fundadors de la Societat de Música Contemporània (fundada el 24 de gener de 1933) i es va convertir en el seu primer secretari. Com a compositor, pianista i arquitecte, Dimitar Nenov va ser una de les figures clau de l'elit cultural de la Bulgària d’entreguerres i fou conegut com una de les figures públiques més populars.
El seu primer professor de piano va ser Andrei Stoiànov. El 1920 va anar a estudiar arquitectura a Dresden (Alemanya) a la Technische Universität Dresden i música a la Hochschule für Musik Carl Maria von Weber amb Karl Fehling (piano), Theodor Blumer i Paul Bitner (composició i teoria). El 1925 Dimitar Nenov va obtenir el lloc de director musical de la companyia de dansa Thea Jolles. El 1927 es va llicenciar en Arquitectura i va tornar a Bulgària, on va treballar durant un temps com a arquitecte al Ministeri d’edificis públics, carreteres i obres públiques (1927-1930) i a la Direcció General de Ferrocarrils (1929–32). Des de 1930 es va especialitzar en arquitectura d'edificis de serveis ferroviaris a Itàlia (1932). Al mateix temps, també va estudiar a Zakopane (Polònia) a les sessions d'estiu i principis de tardor i a les classes magistrals del conegut pianista Egon Petri (ell mateix alumne de Ferruccio Busoni). El 1932 es va graduar al Liceo musical Giovanni Battista Martini de Bolonya.
A començament dels anys 1930 va formar part, juntament amb altres joves compositors que s'havien format a Alemanya, França, Àustria i Itàlia del grup conegut com la "Segona Generació de Bulgària". El seu repte era aconseguir en les seves obres un nivell artístic, ideològic i tècnic superior amb un aire innovador més enllà dels projectes creats per la Primera Generació, per tal d'aconseguir un nou estil nacional búlgar. Nenov va publicar diversos articles sobre el tema.
Del 1933 al 1943 Nenov va obtenir el lloc de gerent i professor del Conservatori Privat de Sofia i el 1943 va passar a ser professor de piano al Conservatori de Sofia, on va ensenyar piano als pianistes búlgars Genko Genov, Svetla Protich, Lazar Nikolov, Stefan Remenkov, Trifon Silyanovski i molts altres.
Nenov va ser un representant del modernisme musical búlgar. La seva obra presenta idees musicals complexes i una impressionant qualitat dramàtica, tant en les miniatures com en les obres simfòniques. El seu llenguatge musical és original i únic entre les creacions dels seus contemporanis: sofisticat, però també ric en colors sonors. Tot i que utilitza cançons populars en les seves obres, les transforma, com Pencho Slaveykov o Peyo Yavorov en la literatura, en una poètica musical contemporània. Alguns hi veuen la influència d'Aleksandr Skriabin en el seu estil compositiu, especialment en les seves obres per a piano, per exemple a Vazhdeleniye ('Aspiració') i Kopnezh ('Desig'), que es poden acceptar en la mesura que tots dos compartien la tendència a anar més enllà de l'expressió convencional i a buscar noves possibilitats d’organització tonal. Els principals gèneres de la música de Nenov són la música simfònica i la de piano.
Als anys 1920 va treballar en tres simfonies i va compondre quatre peces per a gran orquestra. Una de les obres més presents al repertori de pianistes búlgars és la Nova Toccata.
Com a pianista, Nenov va ser un bon intèrpret de Beethoven, Liszt i Skriabin, amb una excel·lent combinació d'art i gran habilitat tècnica.

## Obres
Per a orquestra simfònica
- Simfonia núm. 1 (1922);
- Poem (1923);
- Ballad (1924);
- Four Suites (1924-25);
- Rhapsodic fantasy (1938-1940).

- Concert per a piano i orquestra (1936).

Balades per a piano i orquestra
- Núm. 1 (1942);
- Núm. 2 (1943).

Coral-instrumental
- Poema simfònic de Nadal per a solistes, cor mixt i orquestra simfònica (1938-39);
- Suite simfònica "Thrace" per a soprano, cor de veus femenines i orquestra (1940).

Per a veu i orquestra
- Fatherland – cinc poemes per a veu alta i orquestra, lletra de Dora Gabe (1933-39);
- Five Harvest Folksongs (1937);
- Six Folksongs for high voice and orchestra (1938);
- Five Songs for soloists, female voices choir and orchestra (1950).

Música de cambra
Per a piano
- Six preludes (1921);
- Sonata (1921);
- Sonata (1922);
- Six pieces for piano (1922-27);
- Rondo (1922);
- Cinema Suite (1925);
- Theme with Variations (1931);
- Two studies (1932);
- Toccata (1939);
- Dance (1941);
- Miniatures (1945);
- Fairytale (1946).

Per a violí i piano
- Sonata (1921).

Música vocal
- Nine Songs for high voice and piano (1922-24);
- Na dacha (At the Datcha) – cicle de cançons sobre poemes d'Elisaveta Bagriana (1931-33).[7]